# Riopa deccanensis
Riopa deccanensis (лат.) — вид ящериц из рода Riopa семейства сцинковых (Scincidae). Обитает на территории Деканского плоскогорья в Индии, включая Восточные Гаты. Был описан в 2025 году на основе морфологических и генетических исследований.
Отличается стройным телом, полупрозрачными веками, пятью пальцами на лапах и характерным рисунком полос на спине.

## История
Вид был описан в 2025 году группой ученых из Зоологической службы Индии (Zoological Survey of India, ZSI) и Музея естественной истории в Лондоне (Natural History Museum, London). Открытие было опубликовано в рецензируемом журнале Zootaxa.
Видовое название deccanensis отражает географическое происхождение ящерицы - Деканское плато в Индии. Это открытие стало первым новым видом в роде Riopa, описанным в Индии за последние 84 года.